# John Garstang
John Garstang   (Blackburn, 5 de maig de 1876 - Beirut, 12 de setembre de 1956) fou un arqueòleg britànic.
Va dedicar els seus estudis especialment a l'Orient Mitjà, Anatòlia i al sud del Llevant mediterrani (regió de la costa mediterrània des Gaza fins a Turquia). De 1897-1908 va conduir excavacions a llocs romans a Britànnia, Egipte, Núbia, Àsia Menor i el nord de Síria. Entre 1909 i 1914 al Sudan i Mèroe. Entre 1920 i 1921 a Palestina (Ascaló). A Jericó va conduir excavacions entre 1930 i 1936.
Garstang va ser professor d'arqueologia a la Universitat de Liverpool entre 1907 i 1941.
Va treballar com a director del Departament d'Antiguitats sota el Mandat Britànic de Palestina entre 1920 i 1926, i va ocupar el càrrec de degà de l'Escola d'Arqueologia Britànica de Jerusalem entre 1919 i 1926.
Posteriorment en 1947 Garstand fundà l'Institut d'Arqueologia Britànica del qual en fou el seu primer director. Fou succeït en el càrrec per Seton Lloyd).

## Obra
- Garstang, John. "A History of Blackburn Grammar School", North-East Lancashire Press Co., 1897
- Garstang, John. "El Arabah: A Cemetery of the Middle Kingdom...", London, Bernard Quaritch, 1901.
- Garstang, John. "Mahasna and Bet Khallaf", London, Bernard Quaritch, 1902.
- Newberry, Percy E., Garstang, John. "A Short History of Ancient Egypt", London, Archibald Constable & Co. 1904.
- Garstang, John. "The Burial Customs of Ancient Egypt as illustrated by the Tombs of the Middle Kingdom..." London, John Constable, 1907.
- Garstang, John. "The Land of the Hittites..." London, Constable and Company, Ltd., 1910.
- Garstang, John. "The Hittite Empire..." London, Constable and Company, Ltd., 1929.
- Garstang, John. "The Foundations of Bible History. Joshua: Judges" London, Constable & Co., 1931.
- Garstang, John. "The Heritage of Solomon, Williams and Nortgate, 1934.
- Garstang, John. Reprint from "Palestine in Peril", "The Observer", Sunday, September 20, 1936.
- Garstang, John and Garstang, J.B.E. "The Story of Jericho", Hodder & Stoughton, 1940.
- Garstang, John and Goldman, Hetty. "A Conspectus of Early Cilician Pottery", "American Journal of Archaeology", oct-des 1947, Vol LI, No.4, pp. 370-388.
- Garstang, John. "Traveller's Quest", "Original Contributions towards a Philosophy of Travel", Edited by M. A. Michael, William Hodge and Co. Ltd., 1950.
- Garstang, John. "Prehistoric Mersin", "Yumuk Tepe in Southern Turkey", Oxford at the Clarendon Press, 1953.